# كأس بولانكي 1914
كأس بولانكي 1914 هي النسخة الثانية من كأس بولانكي، أقدم بطولة مصرية يتم تنظيمها على مر التاريخ، كأنت تنظم من الاتحاد المختلط للإلعاب الرياضية في مصر أقيمت في الفترة بين 16 نوفمبر إلي 28 ديسمبر 1913، وفاز بها النادي المختلط (نادي الزمالك حاليًا).

## التاريخ
كان من المفترض مشاركة أندية من الإسكندرية في تلك البطولة، وهي: نادي ريد ستار، ونادي الاتحاد الرياضي، والنادي الهيلينيك، ونادي سافيو، ومشاركة أندية من القاهرة وهي: نادي الإخوة الإيطالي، ونادي القاهرة الترفيهي، ونادي بولاق للهوكي.
كأن من المفترض تبدأ اللقاءات بمباراة نادي ريد ستار والنادي الهيلينيك في ملعب نادي ريد ستار بالشاطبي في الإسكندرية يوم 16 نوفمبر 1913 الساعة الثالثة عصرًا. وتقام المباراة النهائية على ملعب المختلط في بولاق في 28 ديسمبر 1913.
بعد ذلك تغير الوضع وشارك النادي اليوناني من الإسكندرية في البطولة، ولعب المباراة الأولي مع نادي ريد ستار على ملعب نادي ريد ستار بالشاطبي في الإسكندرية يوم الأحد 16 نوفمبر 1913 الساعة الثالثة عصرًا. أنتهت المباراة بفوز النادي اليوناني بنتيجة هدفين دون مقابل.
لعبت مباراة بين الاتحاد الرياضي، وسافيو في يوم 23 نوفمبر 1913 على ملعب نادي ريد ستار بالشاطبي في الإسكندرية، وأنتهت المباراة بالتعادل بدون أهداف. حيث أقيمت المباراة في أجواء تسودها الأمطار والرياح الشديدة ولعب النادي المختلط من القاهرة مع فريق الإخوة الإيطالي على ملعب النادي المختلط في بولاق في يوم 23 نوفمبر 1913.
لعب النادي اليوناني مع نادي سافيو في الساعة الثالثة في 30 نوفمبر 1913 على ملعب نادي ريد ستار بالشاطبي في الإسكندرية، وفاز نادي المختلط علي نادي الإخوة الإيطالي على ملعب المختلط 3-0 في القاهرة في نفس اليوم، احرز في تلك المباراة اللاعب ساوثون هدف.
لعبت مباراة بين نادي الاتحاد الرياضي ونادي ريد ستار على ملعب نادي ريد ستار بالشاطبي في الأحد 7 ديسمبر 1913 الساعة الثالثة. ثم توقفت المباراة بعد بدايتها بسبب الأحوال الجوية.
لعبت مباراة بين نادي الاتحاد الرياضي والنادي الهيلينيك على ملعب نادي ريد ستار بالشاطبي في يوم 24 ديسمبر 1913 الساعة الثالثة.
أقيمت المباراة النهائية بين النادي المختلط والنادي اليوناني الإسكندراني في يوم 28 ديسمبر 1913 على ملعب نادي المختلط وأنتهت المباراة بفوز المختلط 6-0. كانت تتكون تشكيلة المختلط كانت من توفيق، سويفي، سعيد، ويليامز، وجمال، سونغهورست، خرزاتي، ليون، ساوثون، عرقجي، خرزاتي. وتكونت تشكيلة اليوناني من كافكلاس، بابادكيس، كرامبانيس، باسيليادس، تسيفيليس، سالفاجو، باسيلياديس، ستافرديس، بدأت المبارة الساعة الثالثة والسبع دقائق ظهرًا، أحرز ليون الهدف الأول في الدقيقة التاسعة، ثم عاد ليون وسجل الهدف الثاني،  وسجل خرزاتي الهدف الثالث في الدقيقة 28، وسجل خرزاتي ٣ أهداف في الشوط الثاني. حضر المباراة بولانكي وهنري كرامر مفوض من رئيس المختلط.